# إيوارت براون
إيوارت براون هو سياسي بريطاني، ولد في 1946 في برمودا في المملكة المتحدة. نشط حزبياً في Progressive Labour Party (Bermuda) ‏.